# Edwin Grant Conklin
Edwin Grant Conklin est un chercheur en embryologie, cytologie et morphologie considéré comme un des pères de la biologie évolutive du développement. Né en 1863 et mort en 1952, ce professeur a publié de nombreux textes et donné de nombreuses conférences sur l’évolution et l’embryologie au cours de sa longue carrière,.

## Jeunes années
Edwin G. Conklin est né à Waldo, Ohio le 24 novembre 1863. Il est le fils du médecin Abram V. Conklin et de Nancy Maria Hull ,. Son nom vient en partie du nom du plus jeune frère de son père, Edwin, et  du nom d’un général important pendant la guerre de la Confédération. Il grandit dans une famille assez religieuse, très active au sein de l’église méthodiste. Ses parents s’établissent dans le Midwest. Ayant grandi sur la ferme familiale, il développe rapidement un intérêt fort pour la biologie ,.
Son début de scolarité se fait dans une école rurale avant de se poursuivre dans une école secondaire du Delaware en Ohio. Il y gradue en 1880. Les matières à l’étude étaient la lecture, la récitation, la diction, l’écriture, l’orthographe, la grammaire, les mathématiques, la géologie et l’histoire. Par la suite, il fréquentera un collège où il se familiarisera avec la chimie, le physique, la botanique, la géologie, la minéralogie, la zoologie et la physiologie. Son professeur d’histoire naturelle, Edwin T. Nelson, l’encourage à s’intéresser aux fossiles et lui propose un poste d’assistant au musée d’histoire naturelle. Durant ces années, il sera très actif dans des concours oraux et des débats .
Il entre ensuite à la Ohio Wesleyan University d’où il obtient son baccalauréat en 1885. À la moitié de sa troisième année, il quitte l’école pour aller enseigner dans une école de rang afin de gagner un peu d’argent. Il retournera à la Ohio Wesleyan University et y obtiendra sa maîtrise en 1889. La même année, il marie Belle Adkinson, la fille du révérend L. G. Adkinson. Celle-ci l’accompagnera tout au long de sa vie et ils ne seront séparés que par sa mort en 1940 . Ensemble, ils auront trois enfants, Paul, Mary et Isabel .
Venant d’une famille religieuse, Edwin G. Conklin envisage de faire sa prêtrise. En effet, il obtient sa licence de pasteur mais il change toutefois d’avis et oriente sa carrière vers la science.
Il entre alors à Johns-Hopkins situé à Baltimore au Maryland afin de faire son doctorat. Il y étudie la morphologie, la physiologie et la géologie. Il obtiendra son doctorat sur l’embryologie des gastéropodes en 1891,.

## Expérience de travail

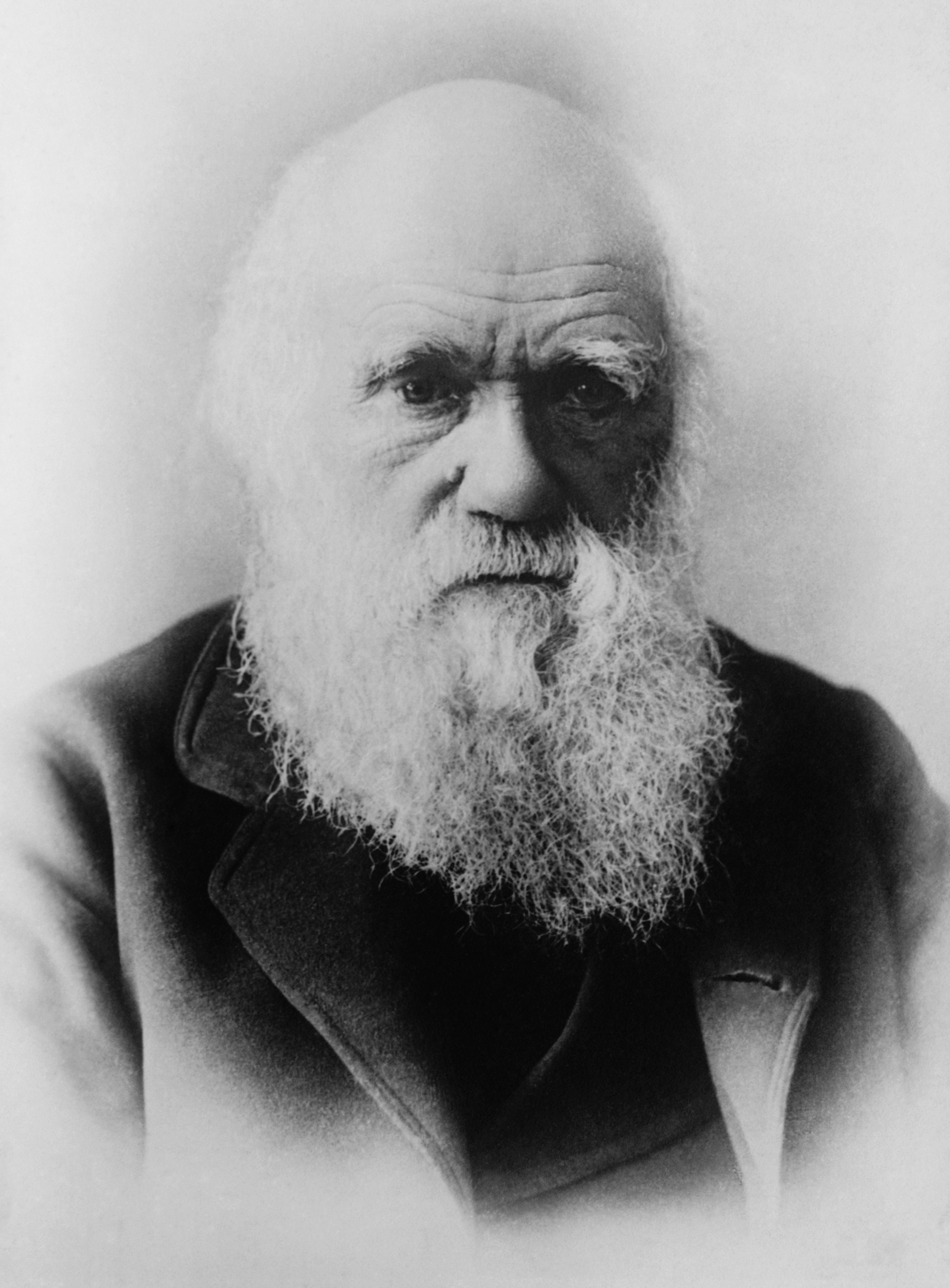
Charles Darwin, père de la théorie de l'évolution

Entre son baccalauréat et sa maîtrise, Edwin G. Conklin enseigne dans une école de rang. Entre 1885 et 1888, il enseignera à la Rust University, un collège missionnaire pour jeunes noirs. Il sera chargé de l’enseignement du latin, du grec, de l’élocution, de l’histoire et des sciences. À la suite de l'obtention de son doctorat, il ira enseigner à la Ohio Wesleyan University, de 1891 à 1894. Ensuite, de 1894 à 1896, il ira travailler comme professeur de zoologie à la Northwest University avant d’être engagé à l’Université de Pennsylvanie. Il y restera de 1896 à 1908. Il terminera sa carrière d’enseignant à Princeton en tant que professeur de zoologie. Il y restera de 1908 jusqu’à sa retraite en 1933. Son cours de biologie générale était couru des étudiants.
Tout au long de sa carrière d’enseignant, il mènera une carrière prolifique en tant que chercheur. Il publiera de nombreux articles. Il sera aussi très en demande comme conférencier sur différents sujets en lien avec ses recherches, l’évolution, la religion et le lien entre ceux-ci. Il sera un grand défenseur de la théorie de l'évolution de Darwin.
Ce fut un des fondateurs du Journal of Zoology dont il fut un éditeur associé ,.

## Principaux travaux

### Embryologie
Comme recherche doctorale, Conklin s’est intéressé à la division cellulaire de l’embryon de l’escargot Crepidula. L’avantage de cet organisme est la grosseur de ses œufs qui permettent une observation plus facile de son développement et la quantité lors de la ponte qui permet un échantillonnage plus grand. Il s’est intéressé à la lignée cellulaire des cellules de l’embryon. La première découverte de Conklin fut le patron de développement des cellules embryonnaire. En effet, celles-ci se développent selon un patron bien précis qui influence le développement futur de l’organisme. Le clivage chez Crepidula se fait en spirale. Il découvre aussi que le mésoderme provient d’une seule cellule qui s’est multipliée.

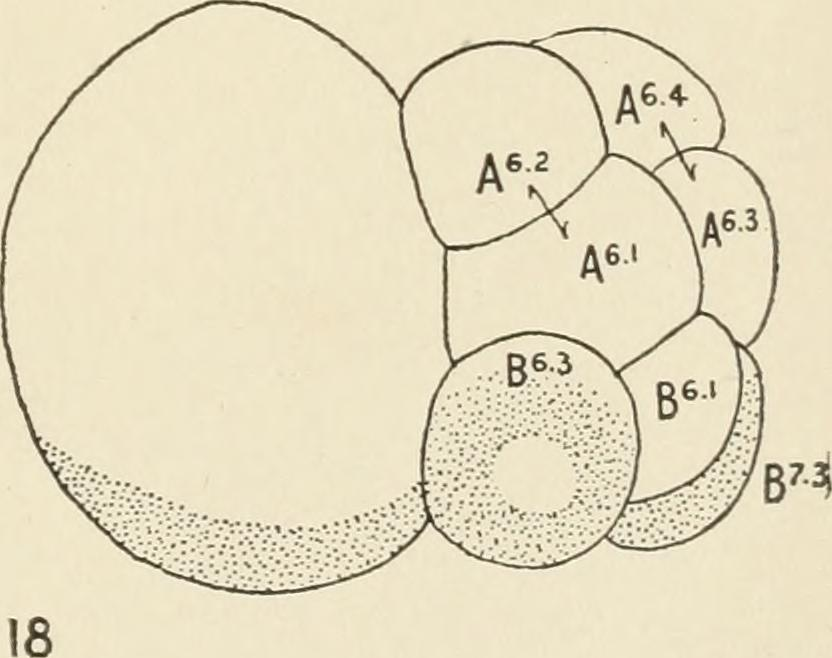
Développement d'un œuf d'un ascidien endommagé

Par la suite, Conklin a étendu son champ d’étude à d’autres organismes comme les Ascidiens. Il s’est particulièrement intéressé à Styela dont les œufs montrent différents pigments selon les régions. Il a aussi démontré que l’œuf non divisé n’est pas qu’une masse non organisée d’organites. En fait, il possède un fort degré d’organisation qui influence directement le développement futur de l’organisme. Lorsqu’une partie de l’embryon est détruit, au stade de quatre cellules, aucun organisme semblable à une larve normale n’est produit. Ce qui l’oppose aux travaux de Driesch. Il a aussi démontré qu'aucun clivage ne donne naissance à une partie d’organisme qui ne serait pas normalement produit. Le système nerveux provient des cellules dédiées au système nerveux de l’embryon dès le début du développement, par exemple. Il amène donc des preuves que les blastomères ne sont pas composés de cellules totipotentes mais bien le produit d’un développement en mosaïque où chaque cellule a un destin précis. Conklin est donc à l’origine de la théorie de la mosaïque du développement qui l’oppose à Hans Driesch et sa théorie du développement régulatrice. La théorie de la mosaïque du développement soutient que l’ovule subit un clivage déterminé selon un plan précis. Les positions des blastomères sont caractéristiques du développement et est précurseur d’une partie spécifique de l’embryon. Si l’un des blastomères est endommagé, il en résulte un organisme incomplet ou non viable. La destruction de la moitié d’un blastomère serait équivalente à la destruction de la moitié du corps d’un adulte.

### Eugénique
Conklin s’est aussi intéressé à la question de l’eugénique. Au début du XXe siècle, les avancées en génétique et en évolution amènent les scientifiques à se questionner. Conklin croyait que la science a le pouvoir de transformer la société mais doutait de la pertinence et de l’efficacité des méthodes de reproduction sélective chez les humains afin d’en faire une race supérieure. La reproduction humaine se déroule sur de trop longues périodes de temps pour permettre une étude efficace des effets de l’eugénique. Ses recherches en embryologie et les découvertes en génétiques l'amenaient à constater la stabilité des organismes vivants. De plus, les mécanismes d’hérédité sont trop complexes pour permettre à l’homme de les contrôler totalement. Conklin croyait plutôt qu’un manque d’environnement stimulant était plutôt la cause du fait que les gens ne réalisaient pas leur plein potentiel. Toutefois, Paul, le fils de Conklin était un exemple que même avec la meilleure génétique apparente et le meilleur encadrement, un enfant n’est pas toujours à la hauteur de ses parents. En effet, au dire de son père, Paul était un peu lent et impulsif .

## Positions honorifiques
Edwin G. Conklin était très actif dans différents groupes en lien avec la biologie. Il a notamment fait partie de l'American Philosophical Society où il entra comme membre en février 1897 et occupa différents postes comme conseiller et secrétaire avant d’obtenir le poste de président à deux reprises, soit de 1936 à 1942 et de 1942 à 1945. Il est la seule personne à avoir eu ce mandat plus d’une fois,.
Il a aussi été membre de l’Academy of Natural Science à partir de 1896. Il fut aussi vice-président de 1901 à 1950.
Il fut membre de Wistar Institute.
À partir de 1896, il participa aux rencontres de l’American Society of Zoologist, et en fut président en 1899.
En 1898, il s’engagea dans les rangs de l’American Society of Naturalist et fut le président en 1912. Et en 1905, il rejoint l’American society of Anatomist.
En 1901, il devint membre de l’American Association for the Advancement of Sciences. En 1906, il obtint la charge de vice-président et en 1936, celle de président.
Il fut un membre de la National Academy of Science,.
Il fut détenteur de la chaire du département de biologie à l’université de Princeton.
Il fut vice-président de la Philadelphie Academy of Natural Science de 1901 à 1950.
Il fut président de la Bermuda Biological Station de 1926 à 1936 et président de Science service de 1937 à 1945.
En plus de toutes ces associations américaines, il fut membre de nombreuses associations étrangères.

## Prix
Il reçut la médaille d’or John J. Carty de la National Academy of Sciences en 1943,,.
Il fut aussi récipiendaire de la médaille d’or de la National Institute of Social Science en 1943.
De nos jours, une bourse de recherche est nommée en son nom, la Edwin G. Conklin Medal in Developmental Biology attribué par la Society for Developmental Biology. Elle consiste en une bourse de 2 000 $ en reconnaissance des travaux d’un biologiste du développement qui contribue à promouvoir son domaine en tant que mentor pour de jeunes scientifiques,,.

## Liste partielle des publications
- Preliminary Note on The Embryology of Crepidula fornicataband Uroalpinx cineria, 1891
- The Cleavage of the Ovum in Crepidula fornicata, 1892
- The fertilization of the Ovum, 1894
- Cell Size and Body Size, 1896
- Discussion of the factors of Organic Evolution from the Embryological, 1896
- The embryology of Crepidula, 1897
- The Asters in Fertilization and Cleavage, 1898
- Cleavage and Differentiation, 1898
- Environmental and Sexual Dismorphism in Crepidula, 1898
- The Factors of Evolution from the Standpoint of Embryology, 1898
- Advances in Methods of Teaching Zoology, 1899
- Protoplasmic movement as a Factor of Differentiation, 1899
- Phenomena and Mechanism of Inheritance, 1899
- The Fertilization of the egg and Early Differentiation of the Embryo, 1900
- Centrosomes and Spheres in the Maturation, Fertilization and Cleavage of Crepidula, 1901
- The Individuality of the Germ Nuclei during the Ceavage of Crepidula, 1901
- The Embryology of a Brachiopod Terebratulina septentrionalis, 1902
- Relation of the Psychic Life to the Nervous System, 1902
- Karyokinesis and Cytokinesis in the Maturation, Fertilization and Cleavage of Crepidula and Other Gasteropodes, 1902
- The Cause of Inverse Symetry, 1903
- Amitosis in the Egg Follicule Cell of the Cricket, 1903
- A Simple Improvement in the Pillsbury Slide Box, 1903
- Organ-Forming Germ Regions in the Eggs of the Ascidians and Snails, 1904
- Experiments on the Origin of the Cleavage Centrosomes, 1904
- The Early Embryology of Chordates in the Light of the Development of Ascidians, 1905
- Experimental Studies on the Ascidian Egg, 1905
- Organ Forming Substances in the Eggs of Ascidians, 1905
- The organiszation and Cell-Lineage of the Ascidian Egg, 1905
- Mosaic Development in Ascidian Eggs, 1905
- Does Half of an Ascdian Egg Give a Rise to a Whole Larva?, 1906
- The Embryology of Fulgur: A Study of the Influence of Yolk on Development, 1907
- The Habits and Early Development of Linerges mercurius, 1908
- Two Peculiar Actinian Larvae from Tortugas, 1908
- The World's Debt to Darwin, 1909
- The Application of Experiment to the Study of the Organization and Early Differentiation of the Egg, 1909
- The Effects of Centrifugal Force upon the Organization and Development of the Eggs of Fresh Water Pulmonates, 1910
- The Influence of the Yolk on the Development of Gasteropods, 1911
- Problems of Evolution and Present Methods of Attacking Them, 1912
- The Size of Organism and of their Constituent Parts in Relation to Longevity, Senescence and Rejuvenescence, 1913
- Facts and Factors of Development, 1914
- Heredity and Environment in the Development of Man, 1915 (L'hérédité et le milieu, leur rôle dans le développement de l'homme, Flammarion, Bibliothèque de philosophie scientifique, 1920)
- The Cultural Value of Zoology, 1915
- Value of Negative Eugenics, 1915
- The Basis of the Individuality in Organisms from the Standpoint au Cytology and Embryology, 1916
- The Share of Egg and Sperm in Heredity, 1917
- Development of the Personality, 1917
- Mitosis and Amitosis, 1917
- Has Progressive Evolution come to an end?, 1919
- The Mechanism of Evolution, 1919
- Heredity and Democracy, 1919
- Has Human Evolution come to an End?, 1920
- The rate of Evolution, 1920
- The Direction of Human Evolution, 1921
- The Future of Evolution, 1922
- Evolution and the Bible, 1922
- Problems of Organic Adaptations, 1923
- Is Immigrant Labor Really Cheap?, 1923
- Recents Attacks on Darwinism, 1924
- Biology and Religion, 1924
- Scientific Realism and Religious Idealism, 1926
- Common Misconceptions Regarding Evolution, 1927
- The Future of America, 1928
- Problems of Developments, 1929
- The Purposive Improvement of the Human Race, 1930
- The Development of Centrifuged Eggs of Ascidians, 1931
- The Embryology of Amphioxus, 1932
- The Development of Isolated and Partially Separated Blastomeres of Amphioxus, 1933
- Mosaic vs Equipotential Development, 1933